# North Bend (Nebraska)
North Bend je grad u američkoj saveznoj državi Nebraska. Prema popisu stanovništva iz 2010. u njemu je živjelo 1,177 stanovnika.